# Rolf Scholz
Rolf Scholz (* 7. September 1980 in Gießen) ist ein deutscher Basketballtrainer und ehemaliger -spieler.

## Laufbahn
Scholz spielte in der Jugendabteilung des VfB Gießen und des MTV 1846 Gießen. Beim MTV schaffte er den Sprung in den erweiterten Bundesliga-Kader der Mittelhessen, für die er zwischen 1998 und 2000 als Aufbauspieler in drei Partien der Basketball-Bundesliga mitwirkte. In der Saison 2000/01 war er Mannschaftsmitglied des TV Lich in der 2. Basketball-Bundesliga Süd. 2001 wechselte er zum SC Rist Wedel in die 2. Bundesliga Nord, 2002 kehrte er gemeinsam mit Trainer Arne Alig in seine Heimatregion zurück und schloss sich wieder dem TV Lich an, für den er bis 2011 in der 2. Bundesliga beziehungsweise später in der 2. Bundesliga ProA und 2. Bundesliga ProB auf Korbjagd ging. Er machte sich dabei vor allem als Spielgestalter, Korbvorbereiter und Mannschaftskapitän einen Namen. Neben seiner Karriere im Leistungsbasketballbereich schlug Scholz eine Polizeilaufbahn ein.
Als Trainer betreute er gemeinsam mit Lutz Mandler zunächst die Gießener U16-Mannschaft in der Jugend-Basketball-Bundesliga, in der Saison 2016/17 bildete er wiederum mit Mandler das Trainergespann bei den Licher BasketBären in der 2. Bundesliga ProB. Nach dem Rückzug der Bären im Frühjahr 2017 übernahmen Scholz und Mandler die Traineraufgaben bei der neugegründeten zweiten Gießener Herrenmannschaft in der ProB, den Gießen 46ers Rackelos. Er wurde als „Trainer des Jahres in Mittelhessen 2018“ ausgezeichnet, nachdem er die Rackelos in der Saison 2017/18 auf den zweiten Rang der Punktrundentabelle sowie in den nachfolgenden Playoffs ins Viertelfinale geführt hatte sowie im Spieljahr 2018/19 mit der Mannschaft ebenfalls im vorderen Tabellenfeld mitmischte.
Mitte Dezember 2020 übernahm Scholz zunächst übergangsweise die Betreuung von Gießens Bundesligamannschaft, nachdem die Mittelhessen Trainer Ingo Freyer entlassen hatten. Mitte Januar 2021 gab Gießen bekannt, Scholz bis zum Saisonende 2020/21 als Cheftrainer zu behalten. Er verpasste mit der Mannschaft aber den Klassenerhalt. Nach dem Ende der Saison 2020/21 endete Scholz' Amtszeit beim Bundesligisten, er nahm wieder seine Arbeit als Polizist auf. Die Basketball-Auswahl der deutschen Polizei führte er als Trainer bei der Polizei-EM 2022 zum Gewinn der Silbermedaille.
2024 trat Scholz das Traineramt beim Regionalligisten Lich Basketball an und bildete bei dem Verein fortan ein Gespann mit Kai Löffler.